# Hnutí Civitas
Civitas, taktéž známo jako France Jeunesse Civitas nebo Institut Civitas, je asociace všeobecně známá svým katolickým tradicionalismem, integrismem,nacionalismem a krajně pravicovou politikou. Civitas se obecně definuje jako tradiční katolická lobbistická skupina. Skupina byla jednou spojována s Kněžským bratrstvem Sv. Pia X., ale její pozdější vývoj pod novým vedením Alaina Escada jí momentálně přiblížil k Řádu bratrů kapucínů z Morgonu.

## Historie
Civitas vzniklo v r. 1999 fúzí ICHTUS a zájmového hnutí Cité catholique založeném pro-vichistickým intelektuálem Jeanem Oussetem.
Hnutí se stalo nejvíc mediálně aktivním poté, co se do jeho vedení dostal Alain Escada, belgický krajně pravicový aktivista se sklony ke katolickému tradicionalismu a belgickému nacionalismu  a bývalý člen Nové belgické fronty (francouzsky:Front nouveau de Belgique, FNB), z níž bylo v r. 1997 pozastavené členství.
Escada se nejprve stal generálním tajemníkem Civitas v r. 2009. V r. 2012 nahradil François de Penfentenyo ve funkci prezidenta hnutí.
Na začátku r. 2013 se počet členů Civitas pohyboval okolo 1000 a počet sympatizantů okolo 170 000 podle záznamů z jejich mailu. Civitas doufala v zisk alespoň 300 mandátů ve francouzských komunálních volbách 2014.
V r. 2016 oznámilo Civitas svůj záměr transformovat z kulturní organizace na politickou stranu. Hnutí tvoří podstatnou část Coalition pour la Vie et la Famille, malé evropské strany.

## Cíle
Civitas podporuje rechristianizaci Francie a celé Evropy. Definuje se jako sociální a politické hnutí v rámci tradičně katolickém lobbingu, jehož cílem je celospolečenské směřování k "našemu" Pánu Ježíši Kristu. Jeho zájmem není účast v abstratní politické teorii, nýbrž techniky užitečné pro vedení odpovídající diskuze a fundamentální schopnost efektivních akci: projevy na veřejných shromážděních, zakládání asociací, koncentrace atd."
Slovy historičky Étienne Fouilloux jsou hodnoty prezentované tímto hnutím, tedy návrakt k Ježíši Kristu, proti republikánství, a tedy i proti současné Francii jako takové:
Šablona:Civitas
| „ | V katolických kruzích hraje Civitas roli asi tak stejně velkou jako Trockisté nebo Anarchisté v levici. Jedná se o marginální agitační menšinu, která není schopná nabízet jiná východiska, než ta revoluční, nebo kontrarevoluční. | “ |

## Activismus

### Protest proti divadlu
Hnutí Civitas se zúčastnilo protestních shromáždění v Paříži r. 2011 kvůli konání několika divadelních představení, zejména pak Romeo Castelluciho (francouzsky: Sur le concept du visage du fils de Dieu, v italském originále: Sul concetto di volto nel figlio di Dio, "Koncept Synovy a Otcovy tváře") v Théâtre de la Ville – jedno z nich bylo přerušeno poté, co se skupina militantních odpůrců dostala až na scénu, a začala házet vejce a lít odpadní olej na účinkující i diváky, ale i proti představení Garcíova Golgota Picnic v Théâtre du Rond-Point kvůli rouhání.
Civitas oznámilo, že musí bojovat proti "christianofobii", a uspořádalo další obrovskou demonstraci 29. října 2011, během nichž kardinál André Vingt-Trois, prezident Konference francouzských biskupů, potvrdil, že se církev od demonstrací distancuje, a že Civitas svým chováním nijak nehájí její zájmy (francouzsky: ne disposent d'aucun mandat pour défendre l'Église) ("Nemají mandát bránit církev").

### Tresty a pokuty
Při výtržnictví během představení Sur le concept du visage du fils de Dieu v divadle Théâtre de la Ville v říjnu 2011 v Paříži bylo zatčeno 34 lidí. 32 z nich pak bylo v červnu 2013 pařížský soud odsoudil pro porušování práva na svobodu projevu k pokutě ve výši 5 tisíc eur. Dva pachatele soud zprostil viny, třem pak uložil pokuty ve výši 1500 eur, 1800 eur, 2000 eur a další v rozmezí 600-800 eur.

### Odpor ke stejnopohlavnímu manželství

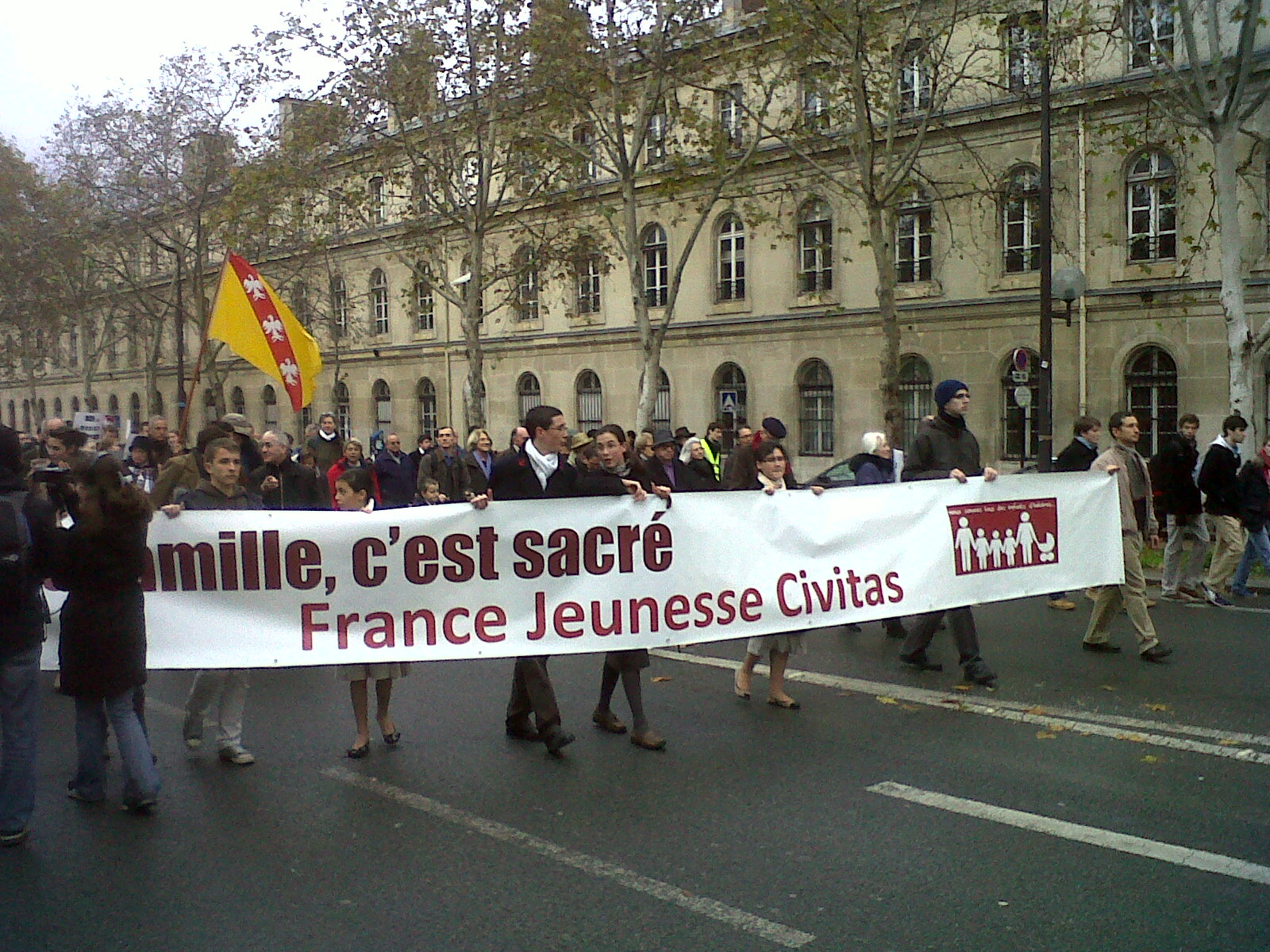
Non à l'homofolie ("Demonstrace proti homofilnímu šílenství"), 18. listopad 2012.

V červnu 2012 zveřejnilo Civitas slogan (francouzsky: Confieriez-vous de enfants à ces gens-là) ("Svěřili byste své děti těmto mužům?") k fotografii z gay pride, na níž jsou dva nazí muži.
V listopadu 2012 organizovalo Civitas pochod od Ministerstva rodiny k Bourbonskému paláci, v němž sídlí francouzské Národní shromáždění, vyjadřující nesouhlas s politikou "Manželství pro všechny". Podle policejních zdrojů protestovalo téměř 8000 Francouzů proti "homofilnímu šílenství" (francouzsky homofolie).
13. ledna 2013 organizovala asociace La Manif Pour Tous celonárodní demonstraci proti navrženému zákonu o stejnopohlavním manželství, jíž se Civitas nezúčastnilo. Aktivisté ze Civitas opustili pochod na Place Pinel po nesouhlasu s projevem organizátorky La Manif Pour Tous Frigide Barjot. Nesouhlas s La Manif Pour Tous spočíval zejména v tom, že Civitas svůj odpor ke stejnopohlavnímu manželství vedlo v duchu "Katolíci pro rodinu". Organizátoři tvrdili, že se jejich demonstrací zúčastnilo 50 tisíc osob, ale policejní zdroje uvádějí 8 tisíc. Údaje o účasti jsou různé napříč médii. Jiné číslo uvádějí například Le Monde a Le Nouvel Observateur. L'Express řekl, že se jednalo o několiktisícové demonstrace.

### Odpor k "genderové teorii"
Na konci ledna 2014 podpořilo Hnutí Civitas Faridu Belghoul, která iniciovala protest s názvem "Ruce pryč ze školství!" (francouzsky: journées du genre) kvůli nově zaváděné více, kterou nazvala "genderovou teorií" (francouzsky: théorie du genre) neboli genderovými studiemi. V tomto kontextu se Civitas stalo terčem kritiky pro sérii fotografií na jeho webových stránkách, kde znázorňují pomyslnou sexuální východu, na níž učitel představuje žákům různé sexuální polohy. Tiskem a svými odpůrci bylo obviněno z šíření falešných zpráv, neboť většina fotografií ani nepocházela z Francie, nýbrž z Kanady. Civitas své akce bránilo se slovy, že by se pozornost měla věnovat spíše samotnému konceptu výuky, které odmítá, nikoli autenticitě fotografií. Le Monde na to odpověděl, že to bylo triviální, a i si ověřil původ fotografií.
O několik dní později se Civitas ohradil proti televiznímu kanálu Arte kvůli vysílání jimi kritizovaném filmu Tomboy, 2011, který podle Civitas propaguje "genderovou teorii" (francouzsky propagande pour l'idéologie du genre). Civitas řeklo: "Tento film neplní pravý účel příslušného televizního kanálu, který se prezentuje jako kulturní" (francouzsky: répond pas à la mission d’Arte qui est de "concevoir, réaliser et diffuser des émissions de télévision ayant un caractère culturel) Protest byl veden slušnou formou, tedy telefonicky, faxem a poštou.

## Kontroverze

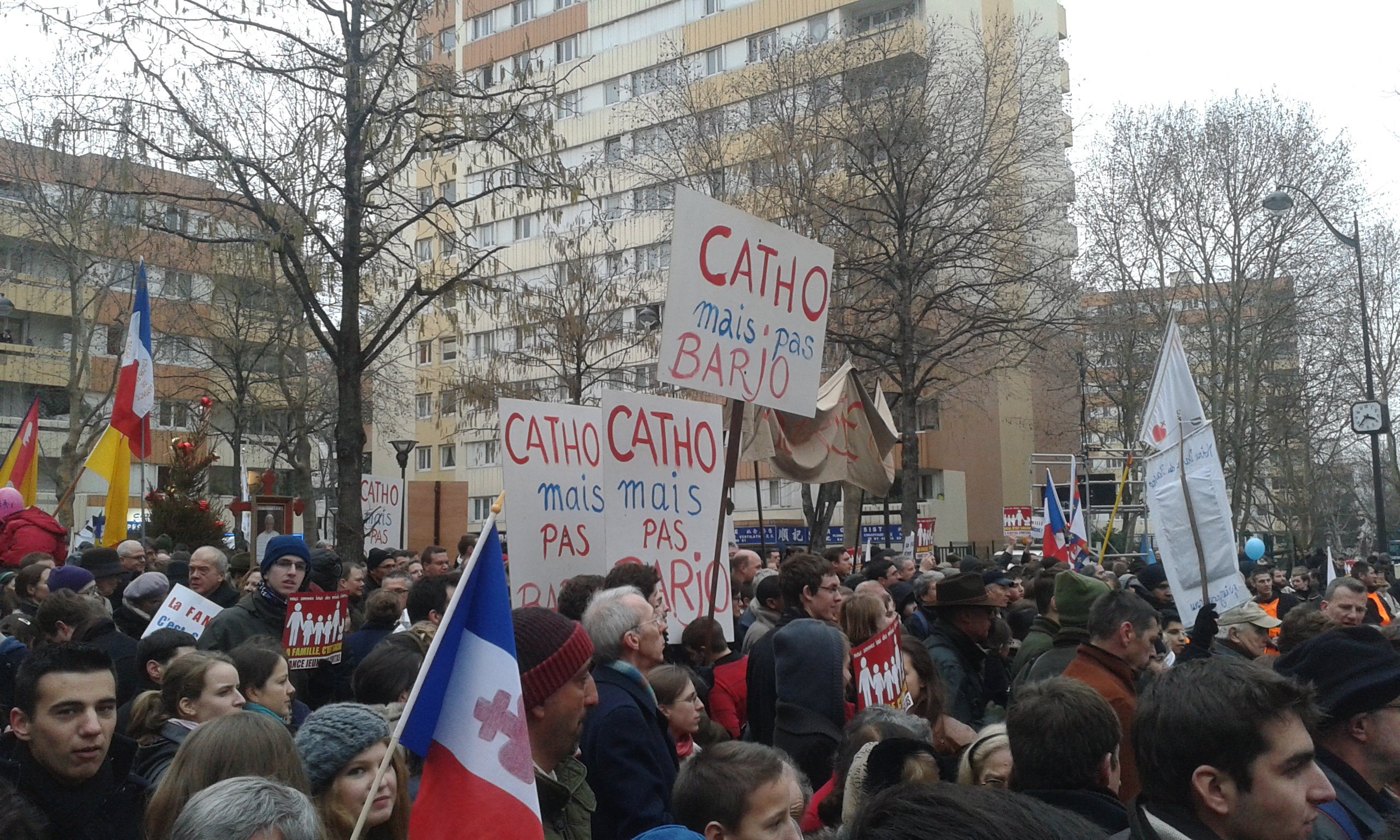
Demonstrace Civitas na Place Pinel, 13. leden

Odpor Civitas ke hře Romeo Castelluciho byl mnohými skupinami, včetně pařížského starosty, ale i některými vlivnými katolíky, ostře odsuzován.
Najat Vallaud-Belkacem, mluvčí vlády, veřejně odsoudila slogan Hnutí Civitas "Ne homofilnímu šílenství" použitém na demonstraci v listopadu 2012. Během těchto událostí došlo i k jiným incidentům. Některé členky feministické skupiny FEMEN paradovovaly jeptišky a napadaly demonstrující se spreji. Těchto kontraakcí se zúčastňovaly spolu se svými dětmi. Novinářka Caroline Fourest, Agence France-Press, fotografka a členka FEMEN  byly při tom napadeny  a jiné surově zbity. Policie pak zatkla pět aktivistů ze Civitas. Po těchto incidentech vyžadovalo pět socialistických poslanců zastavení demonstrací Hnutí Civitas.
Podle historičky Galia Ackermanové je součástí interní politiky Civitas otevřený odpor k Femen.
Podle spisovatele René Guittona:
| „              | L'institut intégriste avait voulu se distinguer des autres courants catholiques en initiant sa propre marche, celle en marge de laquelle des militantes féministes et des journalistes furent agressés par des participants au défilé | “ |
| — René Guitton | |   |

| „ | Tato integristická instituce se chtěla od ostatních katolických skupin a jiných protestujících oddělit vlastními pochody, jejichž součástí bylo napadání pokojně protestujících feministek a novinářů. | “ |

Podle Civitas byli však právě oni oběťmi militantních feministek. Sám Jacques Bompard, náměstek primátora města Orange, uvedl, že to byly právě feministky, kdo tyto roztržky vyvolal. Civitas následně uvedl, že podá žalobu pro exhibicionismus. Caroline Fourest, jedna ze zúčastněných, se taktéž rozhodla připojit k žalobě.

## Publikace
Civitas vydává čtvrtelní receze s názvem "Civitas - katolická recenze sociálně-politických otázek" (francouzsky: Civitas – Revenue catholique des questions politiques et sociales). V nich pak šíří zprávy o hnutí a analyzuje hlavní politická témata dne.

## Další literatura
- PINTE, Étienne; TURCK, Jacques; DUPLESSY, Jacque. Extrême droite, pourquoi les chrétiens ne peuvent pas se taire. [s.l.]: Éditions de l'Atelier, 2012. Dostupné online. S. 10. (francouzsky)
- LECLERCQ, Jacques. De la droite décomplexée à la droite subversive. Dictionnaire 2010-2012. Paris: L’Harmattan, 2012. Dostupné online. S. 176 et seq. (francouzsky)